# Tommaso Biamonte
Tommaso Biamonte (Gimigliano, 15 novembre 1921 – Salerno, 28 agosto 2010) è stato un politico e partigiano italiano, eletto nella V, VI e VII legislatura alla Camera dei deputati.

## Biografia
Laureato in filosofia. Partecipò alla Resistenza italiana nelle file delle Brigate Garibaldi. Al termine del conflitto si trasferì dalla Calabria a Salerno per motivi di lavoro. In quegli anni fu eletto membro del consiglio comunale della città per il Partito Comunista Italiano. Negli anni successivi assunse l'incarico di sindaco della città di Amalfi.
Nel 1968 viene eletto con il PCI alla Camera dei deputati, restando in carica per tre legislature consecutive (V, VI e VII), conclude il proprio mandato nel 1979. 
Morì in seguito a un'emorragia cerebrale nell'agosto 2010 a 88 anni.